# Alec Farrall
Alec Farrall (sinh ngày 3 tháng 3 năm 1936)  là một cựu cầu thủ bóng đá người Anh. Các câu lạc bộ đã thi đấu bao gồm Everton, Preston North End, Gillingham, nơi ông có hơn 200 lần ra sân tại Football League, Lincoln City và Watford.